# Fausto García Pérez
Fausto García Pérez (21 de junio de 1884 en San Sebastián, España -  16 de julio de 1917, en Toledo, España) fue un militar español que ejerció como profesor de la Academia de Infantería de Toledo y fue reconocido por su comportamiento y méritos en la guerra del Rif de Marruecos en 1912.

## Biografía
Era hijo de Amalia Pérez Barrientos y el comandante de Infantería Bernardino García García, de cuyo matrimonio nació el 21 de junio de 1884 en San Sebastián. Desde su infancia vivió en un ambiente militar, por lo que en 1899, con quince años, siguió los pasos de su hermano Antonio García Pérez e ingresó en la Academia de Infantería de Toledo, donde realizó sus estudios, al término de los cuales, en 1902, fue promovido a segundo teniente y destinado al Regimiento de Infantería de la Lealtad n.º 30, en Burgos. Perteneció a su promoción Víctor Martínez Simancas.
En octubre de 1903 se desplazó a Bilbao con su Regimiento, a las órdenes del general jefe de la Brigada, Eduardo López Ochoa, con motivo de una alteración del orden público. Dos meses después fue trasladado al Regimiento de la Reina n.º 2, que guarnecía Córdoba, de donde en febrero pasó a Málaga, para regresar a Córdoba en mayo con motivo de una recepción a S.M. el rey Alfonso XIII.
Continuaba en Córdoba cuando en agosto de 1905 fue promovido al empleo de primer teniente por antigüedad, solicitando a continuación destino en el Regimiento de San Marcial n.º 44, al que se incorporó en la plaza de Burgos.

## Academia de Infantería de Toledo
Obtuvo plaza de ayudante de profesor en mayo de 1906 en la Academia de Infantería, en la que se le encomendaron las clases de Régimen interior, Táctica de brigada, Reglamento de campaña, Contabilidad y Geografía militar de España y Marruecos, siendo en septiembre suplente de las de Código de justicia militar, Literatura militar, Francés y Dibujo.
Los años siguientes siguió impartiendo las referidas clases y acudió al Campamento de Los Alijares con motivo de la realización de las habituales prácticas de conjunto, seguidas de marchas de instrucción por las poblaciones de los alrededores: Yepes, Ocaña y Aranjuez, entre otras. También formó parte de los tribunales de ingreso, en las asignaturas de Geometría y Trigonometría.
En noviembre de 1909 se hicieron públicos los agradecimientos al coronel director de la Academia José Villalba Riquelme y a todo el profesorado de la misma (así consta en su Hoja de Servicios), por el brillante estado de instrucción de dicho centro con motivo de la visita de don Alfonso XIII y del rey don Manuel II de Portugal. En este mismo año vio la luz el Himno de la Academia de Infantería, que más tarde se convertiría en Himno del Arma de Infantería, cuya música fue compuesta por el alumno Fernando Díaz Giles durante un arresto por ser reincidente en llegar tarde a lista. El que más tarde se convertiría en un renombrado compositor musical contaba que el teniente Fausto García Pérez, que fue quien me arrestó, se vanagloriaba de que gracias a este arresto tuviera himno la Academia.
Durante estos años en la Academia de Toledo coincidió como profesor con su amigo Víctor Martínez Simancas.
En noviembre de 1911 fue ascendido al empleo de capitán y destinado al Batallón de Reserva de Soria n.º 90, pero se dispuso que continuase como profesor en comisión en la Academia hasta la finalización del curso que se estaba impartiendo. En este año se le concedió licencia para contraer matrimonio con Francisca Nicolasa Navarro Bringas.
En febrero de 1912 fue baja en la Academia por motivos de salud y un mes después fue destinado como excedente a las órdenes del capitán general de Melilla, quien le agregó al Batallón de Cazadores de Ciudad Rodrigo n.º 7, en Yadumen.

## Campaña del Rif
Su presencia en el continente africano coincidió con el establecimiento del Protectorado español en el norte del Marruecos, que provocaría el brote de algunos focos de resistencia en el territorio del Rif.
El 13 de mayo de 1912, desempeñando las funciones de ayudante del coronel Federico Páez Jaramillo,  participó en el sangriento combate sostenido en las lomas de Tauriat Hamed, consiguiendo desalojar al enemigo de un caserío que defendía tenazmente. Seguidamente luchó en Ulad Ganen y ocupó el poblado de Haddu Al Lal u Kadur, que fue atrincherado, regresando a continuación a Yadumen, donde se le concedió destino en plantilla en el Batallón, teniendo que desplazarse poco después a la Península con dos meses de licencia por enfermo, que disfrutó en Toledo. Se incorporó en octubre a su destino en el poblado de Haddu Al Lal u Kadur, pero a los pocos días hubo de ingresar en el Hospital Militar de Melilla, en el que continuaría hasta que en noviembre fue destinado al Regimiento de Infantería de la Constitución n.º 29, al que no se presentó hasta enero del año siguiente, quedando en diciembre en situación de excedente en Pamplona.

## Academia de Infantería de Toledo
En mayo de 1915 volvió a ser destinado en comisión a la Academia de Infantería,  pasando muy pronto a formar parte de su plantilla.  Impartió las clases de Geografía militar de España, General y de Marruecos e Historia militar, pero en octubre causó baja por pasar destinado al Cuadro de Eventualidades de Ceuta, aunque permaneció en comisión hasta la finalización de los exámenes extraordinarios.

## Marruecos
En mayo de 1916 fue trasladado al Regimiento de Wad-Ras n.º 50, continuando como profesor en la Academia hasta que en octubre se incorporó a su nuevo destino en Tetuán de donde pasó enseguida destacado con su Compañía a Laucién Norte y en noviembre a la posición de Laucien principal, donde quedó de columna volante con su Batallón; en diciembre retornó a Tetuán.
En febrero de 1917 fue destacado a la posición de Izarduy Alto y al mes siguiente se reunió con su Batallón en la de Laucien principal, donde en ese mes le llegó la orden de repatriación de su Regimiento, que el 4 de abril desembarcaba en Málaga, para desde allí trasladarse a Madrid, donde quedó de guarnición.
El 29 de junio se dio de baja para el servicio por encontrase enfermo y marchó a Toledo, donde falleció el 16 de julio.

## Condecoraciones
- 1903, Medalla Conmemorativa de la Jura de Alfonso XIII.
- 1909, Medalla de plata Conmemorativa del Centenario de los Sitios de Zaragoza.
- 1910, Cruz de 1.ª Clase de Mérito Militar con distintivo blanco y pasador del profesorado.[4]
- 1912, Cruz de 1.ª Clase de Mérito Militar con distintivo rojo, por su distinguido comportamiento y méritos contraídos en los combates sostenidos desde el 11 al 15 de mayo en Beni Sidel (Melilla).[5]